# 자연어
자연어(自然語, 영어: natural language 또는 ordinary language) 혹은 자연 언어는 사람들이 일상적으로 쓰는 언어를 인공적으로 만들어진 언어인 인공어와 구분하여 부르는 개념이다.
자연 언어는 인공 언어와 대치되는 개념이다. 모든 인간의 언어 활동에 보편적인 특징으로 의거하고 있다. 한국어나 러시아어처럼 국가나 민족별로 쓰이는 언어를 비롯하여 다양한 자연어가 있다.

## 생성 원인
자연 언어는 사람들이 서로 떨어져 살기 때문에 사람들이 자연적으로 말이 점점 바뀌는 것을 인식하지 못한 채 분할되어 생긴다.

## 종류
대표적인 언어
- 중국어 - 사용 인구가 가장 많은 언어
- 영어 - 사용 국가가 가장 많은 언어
- 힌디어/우르두어
- 스페인어
- 아랍어
- 벵골어
- 포르투갈어
- 러시아어

- 독일어
- 우어
- 한국어
- 자와어
- 펀자브어
- 프랑스어
- 텔루구어
- 베트남어
- 마라티어
- 타밀어
- 이탈리아어
- 스와힐리어

## 같이 보기
- 자연어 생성
- 자연어 처리
- 언어습득
- 언어의 기원
- 휘파람 언어